# 鱗翅目術語表
此一條目提供用來描述鱗翅目物種的一些專用術語。

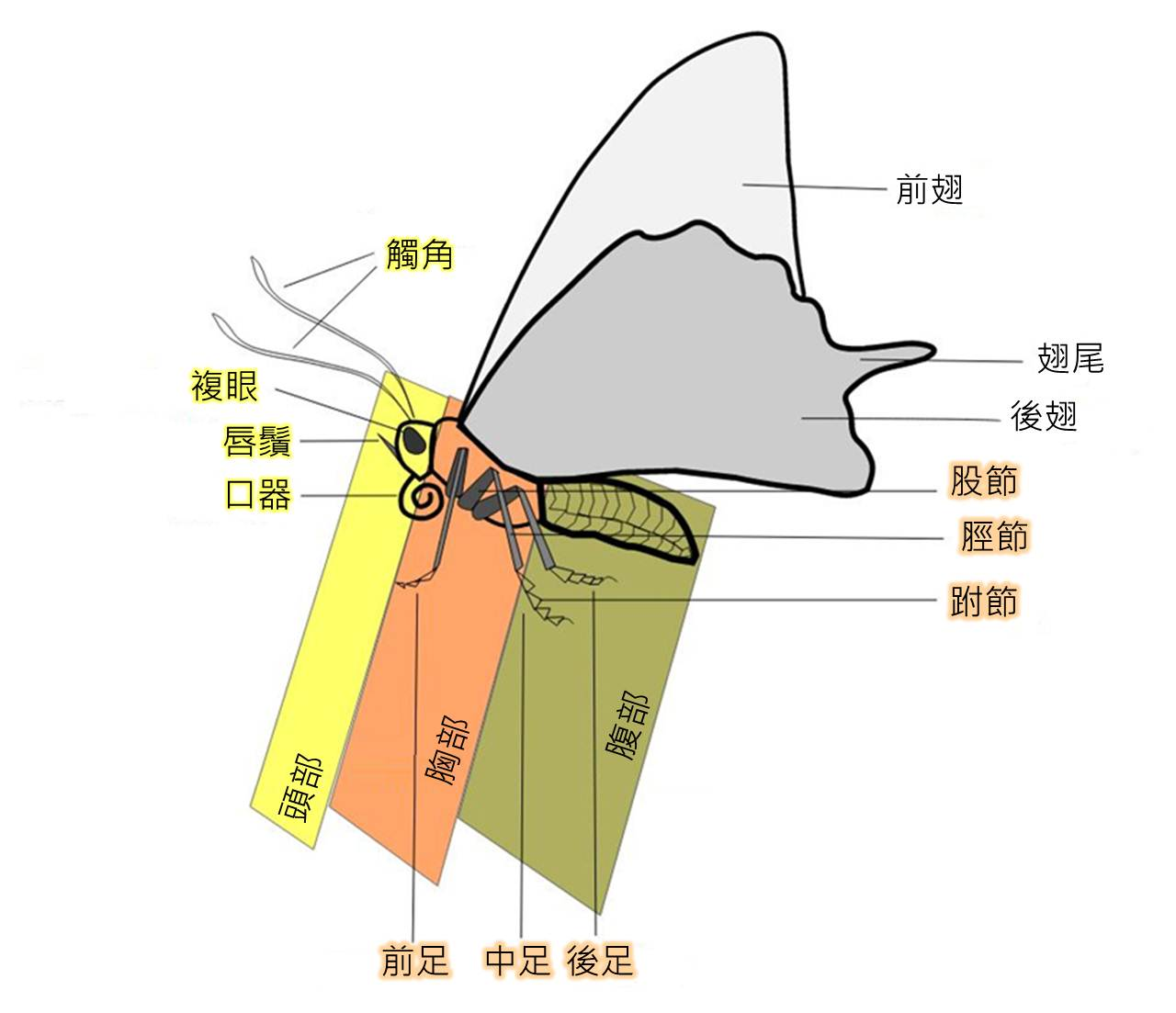
成蝶的身體結構

如同其他的昆蟲一般，成蝶的身體可分成三個部份－頭部（head）、胸部（thorax）和腹部（abdomen）。頭部有眼睛（eyes）、口器（mouth parts）和觸角（antennae）。口器有由下顎（maxillae）中形成的吻管（proboscis）。腳（legs）和翅膀（wings）由胸部中長出。腹部沒有任何附加的器官。位於前翅（fore wings）和後翅（hind wings）上的翅脈（venation）和鱗片（scale）的顏色和圖樣通常是辨識時第一個使用的特徵。但在某些特定的物種中，只能依靠生殖器（genitalia）的構造和分子生物的技術來分辨。

## 頭部和身體上的術語

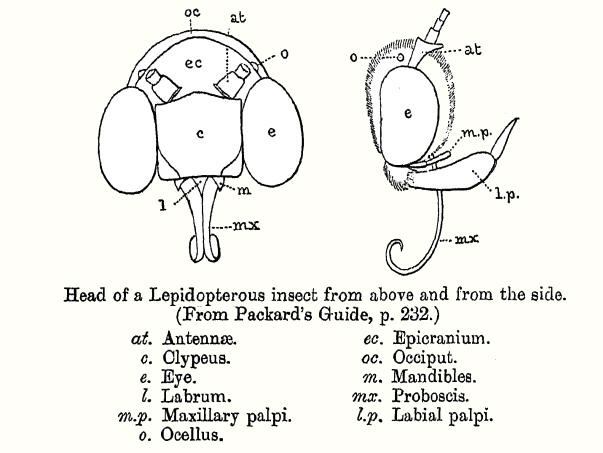
頭部

- 觸角（Antennae） 位於頭部，且接近眼睛。觸角和頭髮一樣沒有觸覺，但其用途在於感知空氣中的香味和氣流。在真蝶總科（Papilionoidea）裡，觸角末端有一個突出的小塊，做叫端感棒（clubs）；但在弄蝶總科（Hesperioidea）裡，牠們的觸角末端會勾起來，而端感棒正好在勾起來部位的前面。在一些如擬蛾小灰蝶屬（Liphyra）的灰蝶科（Lycaenidae）裡，其觸角會由頭到尾逐漸變細。
- 鏈形（Catenulated）: 有環狀外表的觸角。
- 唇鬚（Palpi）: 有時看起來像是喙的口器。
- 氣孔（Spiracle） : 長在胸部和腹部，允許空氣進入氣管的呼吸道開口。
- 產卵管（Ovipositor）：用來產卵的管狀構造。

## 翅膀上的術語
- 翅頂（Apex）：翅膀頂部的區域。

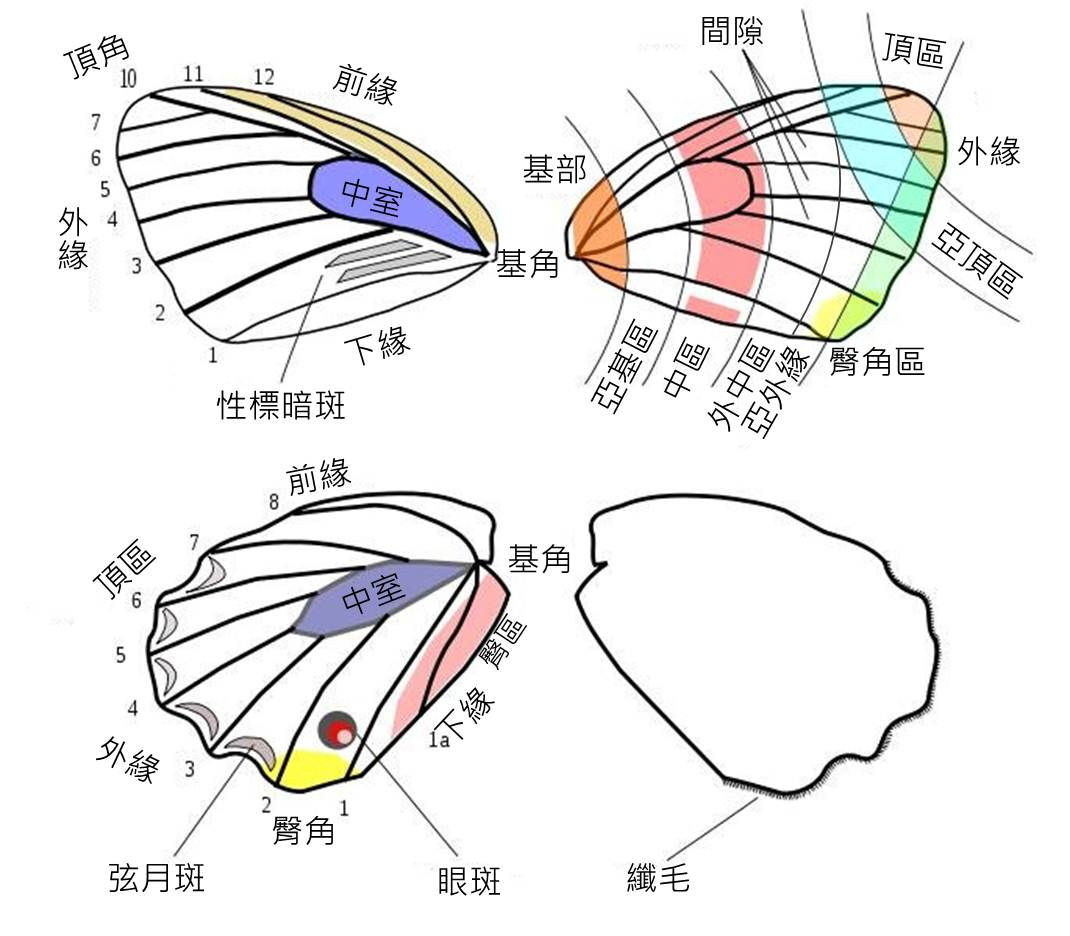
翅膀上的術語

- 翅基（Base）：接近和胸部相接點的區域。
- 性標（Brands）：由會發出特別氣味的鱗片，即發香鱗（androconia）所組成的區域，在某些物種的雄蝶身上會發現。
- 翅室（Cell）：被翅脈圍住的中央區域，可能被翅脈緊閉著，或有開縫。
- 纖毛（Cilia）：翅膀邊緣纖細的毛。
- 肋脈（Costa）：翅膀的前端。
- 翅盤（Disc）：穿過翅室的中央條紋。
- 背部（Dorsum）翅膀的末緣。
- 翅帶（Fascia）：指不同顏色斑點所組成的帶狀。
- 眼點（Eyespot）或單眼（Ocelli）：似哺乳動物眼睛的斑點。此一名詞亦可被用來單純地指眼睛。
- 間隙（Interspace）：相鄰鄰翅脈間的區域。
- 新月片（Lunule）：通常出現在邊緣的新月斑。
- 翅痣（Stigma）：在某些蛾的前翅上很顯著的翅室。其大小、形狀和顏色可以用來辨識某些物種。
- 線紋（Strigae）：指細線狀的圖樣。
- 末端的（Terminal）和邊緣的（marginal）：沿著邊緣的。
- 末端（Termen）：翅膀距身體最遠的一端。
- 翅臀（Tornus）：翅膀的後端。
- 翅脈（Vein）：由翅膀的上緣和下緣長出的細窄架構，提供翅膀堅固性和韌性。

（另見昆蟲翅膀和康尼脈序系統）

## 幼蟲和蛹期間的術語
- 懸絲（Cremaster）：大多數蝴蝶的蛹會有一個由毛毛蟲編成的絲墊和樹面或地面等表面接觸，並會有一個鉤（懸絲）在蛹腹部的上端。
- 絲腰（Girdle） : 一串用來支撐蛹的細絲，尤其出現在鳳蝶科的蝴蝶上。
- 臭角（Osmeterium）某些幼蟲的肉質組織，通常會散發出刺鼻的化學物質。
- 原足（Proleg）：由毛毛蟲腹部體節中長出來的肉質的腳，末端有鉤，稱作原足鉤。

## 另見
- 蝴蝶
- 毛毛蟲
- 蛹